# Dorota Ceran
Dorota Ceran (ur. 13 czerwca 1961 w Piotrkowie Trybunalskim) – polska dziennikarka telewizyjna i prasowa, pisarka. Członek Towarzystwa Dziennikarskiego, redaktor serwisu ceran.press.

## Życiorys
W 1989 ukończyła studia na Uniwersytecie Łódzkim, na wydziale filologicznym.  Po studiach pracowała jako asystent reżysera z Jerzym Sztwiertnią (Nim słońce wejdzie...), Andrzejem Barańskim (Nad rzeką, której nie ma) i jako II reżyser z Dorotą Kędzierzawską (Diabły, diabły). Jednocześnie pracowała w telewizji, z którą związana była przez 26 lat.
W latach 1989–2016 pracowała w łódzkim oddziale Telewizji Polskiej, gdzie zadebiutowała filmem Poezjo! jakie Twoje imię? poświęconym postaci Juliana Tuwima. Jest autorką m.in. telewizyjnych cykli: Rozmaitości Literackie, Ale to już było, Dzisiaj Dzień, Kwestionariusz. Współpracowała z Redakcją Programów Autorskich, Redakcją Katolicką. Zrealizowała telewizyjne filmy poetyckie emitowane na antenie ogólnopolskiej (TVP1): Poezjo, jakie Twoje imię (Julian Tuwim), Jestem małym chłopczykiem, który nagle osiwiał (Czesław Miłosz), Historia samotności (Adam Zagajewski), Curriculum vitae (Zbigniew Herbert) oraz film poświęcony punkowemu Zespołowi Moskwa – Powietrza czyli droga do Moskwy. W sumie jest autorką ponad tysiąca rozmaitych materiałów emitowanych na antenach TVP. W 2016 roku rozstała się z TVP jako jeden z pierwszych dziennikarzy dotkniętych „dobrą zmianą”.
W latach 2015 – 2019 była felietonistką Gazety Wyborczej (Łódź). Od 2005 roku pracowała w Łódzkim Centrum Doskonalenia Nauczycieli i Kształcenia Praktycznego jako konsultant – kierownik Zespołu Wydawniczego.
Od 2019 roku była związana z redakcją Kroniki Miasta Łodzi.Od lat pracuje jako nauczyciel akademicki – od 2012 roku na Politechnice Łódzkiej prowadzi zajęcia „Techniki Autoprezentacji”. 
Odznaczona Medalem Edukacji Narodowej w 2012 roku. Uhonorowana Medalem 600-lecia Miasta Łodzi (2023).
Jest córką polskiego historyka Waldemara Cerana.

## Filmografia
- 1989: Nim słońce wejdzie... (współpraca reżyserska)
- 1991: Nad rzeką której nie ma (współpraca reżyserska)
- 1992: Poezjo! Jakie twoje imię? (scenariusz, reżyseria)

## Publikacje
- 2015: Smutku nie cienią w Neapolu
- 2018: A ja Łódź wolę - rozmowa z Hanną Zdanowską, Prezydentem Miasta Łodzi
- 2025: Profesor wagi ciężkiej